# Лесок (станция)
Лесо́к — железнодорожная станция Сасовского направления Московской железной дороги. Расположена в восточной части Рязани.

## Пассажирское движение
В 2012 году станция является промежуточной остановкой всех электропоездов, следующих из Рязани по Сасовскому направлению — всего 10 пар ежедневно. В 2009 году была конечной станцией внутрирязанской городской электрички Дягилево — Лесок, отменённой за нерентабельностью. Время в пути от Рязани I — 11 минут.
Посадочная платформа низкая и не оборудована турникетами, выход в город осуществляется по пешеходному мосту.